# Saint Vitus (Album)
Saint Vitus (englisch Heiliger Vitus) ist das Debütalbum der amerikanischen Traditional-Doom-Band Saint Vitus. Es wird neben Psalm 9 von Trouble und Relentless von Pentagram zu den prägenden Veröffentlichungen des Genres gerechnet. So wird das Album zu den Schlüsselalben der so genannten „Doom Trinity“ aus Pentagram, Saint Vitus und Trouble gerechnet und für die Verbreitung und Etablierung des gesamten Doom Metal mitverantwortlich gemacht.

## Geschichte
Die 1987 als Tyrant gegründete Band Saint Vitus konnte in der von Glam Metal dominierten Metal-Szene von Los Angeles keinen Fuß fassen, weshalb die Band Punk-Konzerte bespielte. Auch von der Punk-Szene wurde die eher abgelehnt. Dennoch sahen die Musiker hier eine stärkere Verbundenheit. Der Gitarrist Dave Chandler stellte so auch Kontakt zu Black Flag her. Chandler bat die befreundete Band Overkill die Hardcore-Punk-Musiker auf Saint Vitus aufmerksam zu machen. Greg Ginn, Henry Rollins und Chuck Dukowski besuchten eines der Konzerte von Saint Vitus und boten der Gruppe einen Vertrag für das Label SST Records und Auftritte als Vorgruppe von Black Flag an. Beim ersten Auftritt eskalierte die Situation zwischen Saint Vitus und dem Punk-Publikum erstmals. Nachdem sich das Publikum erst desinteressiert gab beschimpfte der Bassist Mark Adams die Punks im Saal, woraufhin diese Becher nach der Band warfen und die Musiker anspuckten. Die Musiker von Black Flag waren von der aggressiven Stimmung die sich auch im eigenen Auftritt entlud angetan und forcierten weitere gemeinsame Auftritte.
Die Aufnahmen zum Debüt am 16. und 17. August 1983 in dem für SST Records üblichen Total Access Studio in Redondo Beach absolviert. Als Produzenten und Technikern waren Dez Cadena, Joe Carducci und Glenn Michael „SPOT“ Lockett an der Aufnahme beteiligt. Saint Vitus, die selbst als Co-Produzent geführte Band, bestand zu diesem Zeitpunkt in der Ur-Besetzung aus dem Sänger Scott Reagers, dem Gitarristen Dave Chandler, dem Bassisten Mark Adams und dem Schlagzeuger Armando Acosta.

## Albuminformationen
Saint Vitus wurde am Freitag, den 13. Januar 1984 via SST Records mit fünf Stücken und einer Spieldauer von 35:41 Minuten veröffentlicht. Das Album wurde zunächst von SST Records als LP und unter der Katalognummer SST 022 veröffentlicht. Im Februar 1986 folgte eine Variante als MC. Im Januar 1991 folgte eine Variante als CD. Weitere Wiederveröffentlichungen folgten 2006, 2008 und 2012. Die Cover-Gestaltung besteht aus einer schwarzen Fläche mit einem sich grau abhebenden Bandschriftzug.

### Stil
Als Abfolge langer, langsamer und schwerer Stücke mit einem gewaltigen, rauen Gitarrensound beschrieben wird Saint Vitus dem Traditional Doom zugerechnet. Die Soli sind laut, psychedelisch und mit diversen Effekten versehen. Reagers vollführt dabei einen dynamischen Wechsel von theatralischen Gesang zu hartem Geschrei. So kombinierte Saint Vitus, auf einen Einfluss durch Black Flag verweisend, über Reagers Gesang den langsamen und schweren Klang der frühen Black Sabbath mit Ideen des Punk und Hardcore Punk.
Das schnellste Stück des Albums Burial at Sea verfügt über ein Metrum von 135 BpM, Saint Vitus ist mit 82 BpM das langsamste Stück des Albums, gefolgt von Zombie Hunger und The Psychopath mit jeweils 90 BpM und White Magic/Black Magic mit 119 BpM. Der Grundton der Stücke variiert. Saint Vitus  wurde in A-Dur geschrieben, White Magic/Black Magic in fis-Moll, Zombie Hunger in C-Dur, The Psychopath in G-Dur und Burial at Sea in H-Dur.

### Texte
Anders als spätere selbst offenbarende Veröffentlichungen der Band befassen sich die Texte mit unterschiedlichen Fantasy- und Horror-Szenarien. Das Titelstück handelt vom heiligen Vitus wendet die Geschichte des Märtyrers in eine des Aufbegehrens gegen Herrschaftssysteme und zur mahnenden Drohung, dass sich die Menschheit nicht ändere. Ebenfalls als auktorialen Erzählung ist die Piratengeschichte Burial at Sea angelegt. Die Drogen- und Außenseiter-Erzählung The Psychopath ist als Ansprache verfasst. Die Zombie-Geschichte Zombie Hunger sowie das um Glaubenssysteme kreisende und die Gesellschaft infrage stellende White Magic/Black Magic sind aus der Sicht eines lyrischen Ich verfasst.

## Wirkung
Als „brillantes, monumentales Album, das auch als Grundlage für viele andere brillante Bands dient“ wird Saint Vitus zu den essentiellen und das Genre prägenden Veröffentlichungen des Doom Metal gerechnet. Laut Garry Sharpe-Young ließ das Album viele Kritiker aufhorchen. Dennoch blieb Saint Vitus ein kommerzieller Misserfolg, gilt in Genre-Chroniken und -Bestenlisten jedoch mittlerweile als kanonisches Werk des gesamten Spektrums. Rückblickend gilt es als eines der zentralen Alben des Doom Metal und als Veröffentlichung mit Schlüsselqualifikation für die Etablierung des Traditional Doom. So ist Saint Vitus in der Liste des Decibel The Top 100 Doom Metal Albums of all Times auf dem Platz 59. Jeff Wagner schrieb in seiner zugehörigen Rezension, dass das Album seiner Zeit weit voraus war und besonders Reagers als „der ewig beste Doom-Metal-Sänger“ das Genre prägen sollte. Die Kombination aus dem an Black Sabbath orientierten Gitarrenspiel, der insbesondere im Gesang zu vernehmenden Punk-Attitüde und der Intensivierung der Dynamik, bei der die langsamen Passagen langsamer als jene von Black Sabbath erschienen und die schnellen Sequenzen sich dem Tempo des Thrash Metal bedienten, setzten Maßstäbe im Doom Metal und erwiesen sich als prägend, insbesondere für den Sludge.